# Blueprint for a Sunrise
| Recensione    | Giudizio |
| ------------- | -------- |
| Allmusic      | [ 1 ]    |
| Pitchfork     | 5.6/10   |
| Rolling Stone | [ 3 ]    |

Blueprint for a Sunrise è un album discografico di Yōko Ono pubblicato nel 2001. Si tratta di un concept album femminista di musica sperimentale. Il disco include tracce dal vivo, campionamenti e remix di precedenti registrazioni, e un sequel. Il tema ricorrente dell'opera è la sofferenza delle donne. Nelle note interne, Ono parla della crescente rilevanza del femminismo e dello "svegliarsi nel mezzo della notte sentendo le urla di migliaia di donne".

## Descrizione
Wouldnit "swing" è un remix di Wouldnit da Rising. Soul Got Out of the Box era in origine una outtake del 1972 da Approximately Infinite Universe. Le tracce Rising II e Mulberry sono dal vivo.
Il nastro demo di Mulberry era stato precedentemente pubblicato nel 1997 nella ristampa in CD dell'album Life with the Lions. I Remember Everything era stata composta per il dramma teatrale Hiroshima (1997). In aggiunta, il brano era stato eseguito dal vivo al santuario di Itsukushima nel 1995 in Giappone. Le bonus track dell'edizione giapponese erano state pubblicate su singolo nel 1973 e 1974.

## Tracce
Testi e musiche di Yoko Ono.
1. I Want You to Remember Me "A" – 1:22
2. I Want You to Remember Me "B" – 4:08
3. Is This What We Do – 2:58
4. Wouldnit "swing" – 2:38
5. Soul Got Out of the Box – 2:14
6. Rising II – 12:52
7. It's Time for Action ! – 3:25
8. I'm Not Getting Enough – 3:26
9. Mulberry – 8:34
10. I Remember Everything – 2:40
11. Are You Looking for Me? – 2:03

Bonus tracks edizione giapponese
1. Yume O Moto - 3:47
2. Joseijoi Banzai - 2:57

## Formazione
- Yoko Ono – voce
- Sean Lennon – chitarre, tastiere
- Timo Ellis – chitarre, basso, batteria
- Chris Maxwell – chitarre
- Erik Sanko – basso
- Zeena Parkins – arpa elettrica
- Hearn Gadbois – percussioni
- Ringo Starr – batteria
- Sam Koppelman – batteria, percussioni